# Брускате Пикола (Козенца)
Брускате Пикола је насеље у Италији у округу Козенца, региону Калабрија.
Према процени из 2011. у насељу је живело 168 становника. Насеље се налази на надморској висини од 4 м.